# Camelin
Camelin település Franciaországban, Aisne megyében. Lakosainak száma 436 fő (2022. január 1.). Camelin Besmé, Blérancourt, Bourguignon-sous-Coucy, Quierzy, Brétigny, Cuts és Nampcel községekkel határos.

## Népesség
A település népességének változása:
| Lakosok száma | 389  | 402  | 424  | 438  | 455  | 461  | 453  | 456  | 447  | 436  |
|               | 1975 | 1982 | 1999 | 2006 | 2015 | 2016 | 2018 | 2019 | 2021 | 2022 |